# Órgãos históricos da Basílica de Mafra

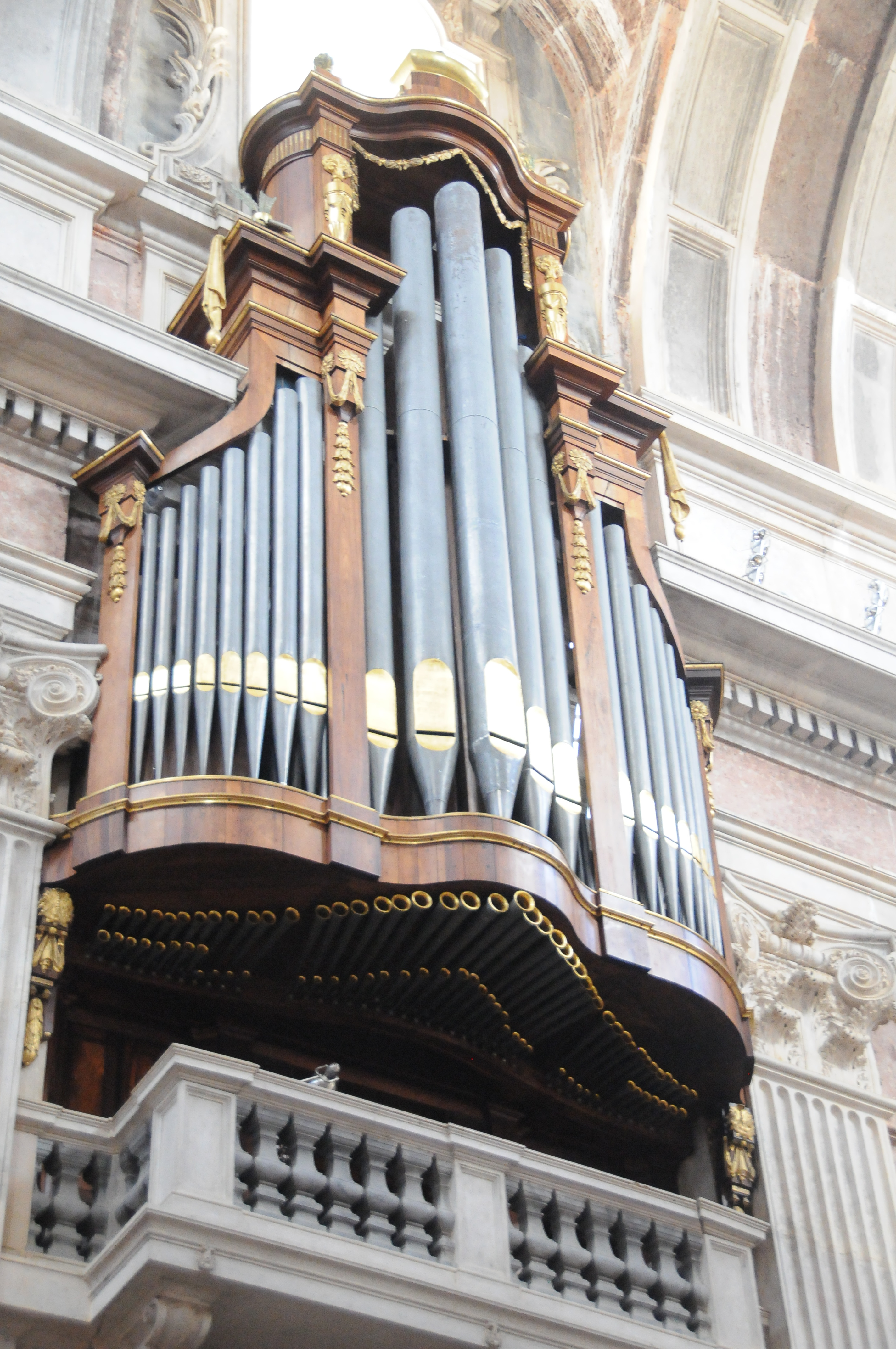
Um dos seis órgãos da Basílica de Mafra

Os órgãos históricos da Basílica de Mafra são um conjunto de órgãos de tubos, único no mundo, composto por seis instrumentos concebidos e construídos ao mesmo tempo, para tocarem juntos.
São denominados de Evangelho, Epístola (ambos na Capela-Mor), Sacramento, São Pedro de Alcântara (ambos no transepto norte), Conceição e Santa Bárbara (ambos no transepto sul).
Foram construídos pelos dois mais importantes organeiros portugueses da época, António Xavier Machado e Cerveira e Joaquim António Peres Fontanes, e foram concluídos entre 1806 e 1807, por ordem do Príncipe Regente. Os dois últimos foram inaugurados em 4 de Outubro de 1807. Nesse ano foram escritas e tocadas várias composições envolvendo todos os seis órgãos.
As Invasões Francesas e a consequente transferência da corte portuguesa para o Brasil, ocorridos logo após a sua conclusão, levaram à deterioração dos órgãos por falta de manutenção. Uma década depois, possivelmente na expectativa do retorno da Família Real portuguesa — os seis órgãos foram submetidos a uma grande intervenção. O objectivo desses trabalhos, realizados por Machado e Cerveira, não era apenas reparar os instrumentos, mas também aumentá-los. Infelizmente, os trabalhos foram interrompidos alguns anos depois (Machado e Cerveira morreu em 1828) e vários itens, como a remontagem do órgão de São Pedro de Alcântara, ficaram inacabados .
Até 1998, os órgãos apenas foram objecto de pequenos reparos. Nesse ano, iniciou-se o restauro global do conjunto, que ficou concluído em 2010. Este projecto incluiu a reconstrução do órgão São Pedro de Alcântara, incorporando todos os materiais recuperados desde a sua desmontagem, ocorrida por volta de 1820.
Os seis órgãos, embora diferentes, têm várias características comuns, típicas da escola de Cerveira e Fontanes.
O conjunto é propriedade do Estado e encontra-se sob a gestão direta do Palácio Nacional de Mafra. Atualmente encontra-se em pleno funcionamento, sendo realizados anualmente vários concertos.

## Património Mundial da Humanidade
Os órgãos, juntamente com todo o Real Edifício de Mafra, foram declarados em 2019, como Património Mundial da Humanidade pela UNESCO.